# Bockholm (Saltvik, Åland)
Bockholm är en ö på Åland (Finland). Den ligger i Skärgårdshavet och i kommunen Saltvik i landskapet Åland, i den sydvästra delen av landet. Ön ligger omkring 33 kilometer nordöst om Mariehamn och omkring 260 kilometer väster om Helsingfors.
Bockholm har Huggårdarna i norr, Furskär och Ramsö i öster, Ramsöörarna i söder och Sviskär, Åland i väster.
Bockholm sträcker sig 0,7 kilometer i nord-sydlig riktning, och 0,5 kilometer i öst-västlig riktning..
Öns area är 24,7 hektar och dess största längd är 0,9 kilometer i nord-sydlig riktning. Ön höjer sig omkring 10 meter över havsytan.
Terrängen på Bockholm består av hällmarksskog med lövskog, framför allt al, i de låglänta delarna. Bockholm har en "midja" som skiljer den södra och norra delen av ön, här finns också ett kärr. På den södra delen av ön finns stråk av ängsmark, några uthus och en liten men relativt skyddad naturhamn.